# 横須賀リサーチパーク
座標: 北緯35度13分25秒 東経139度40分28秒 / 北緯35.22361度 東経139.67444度

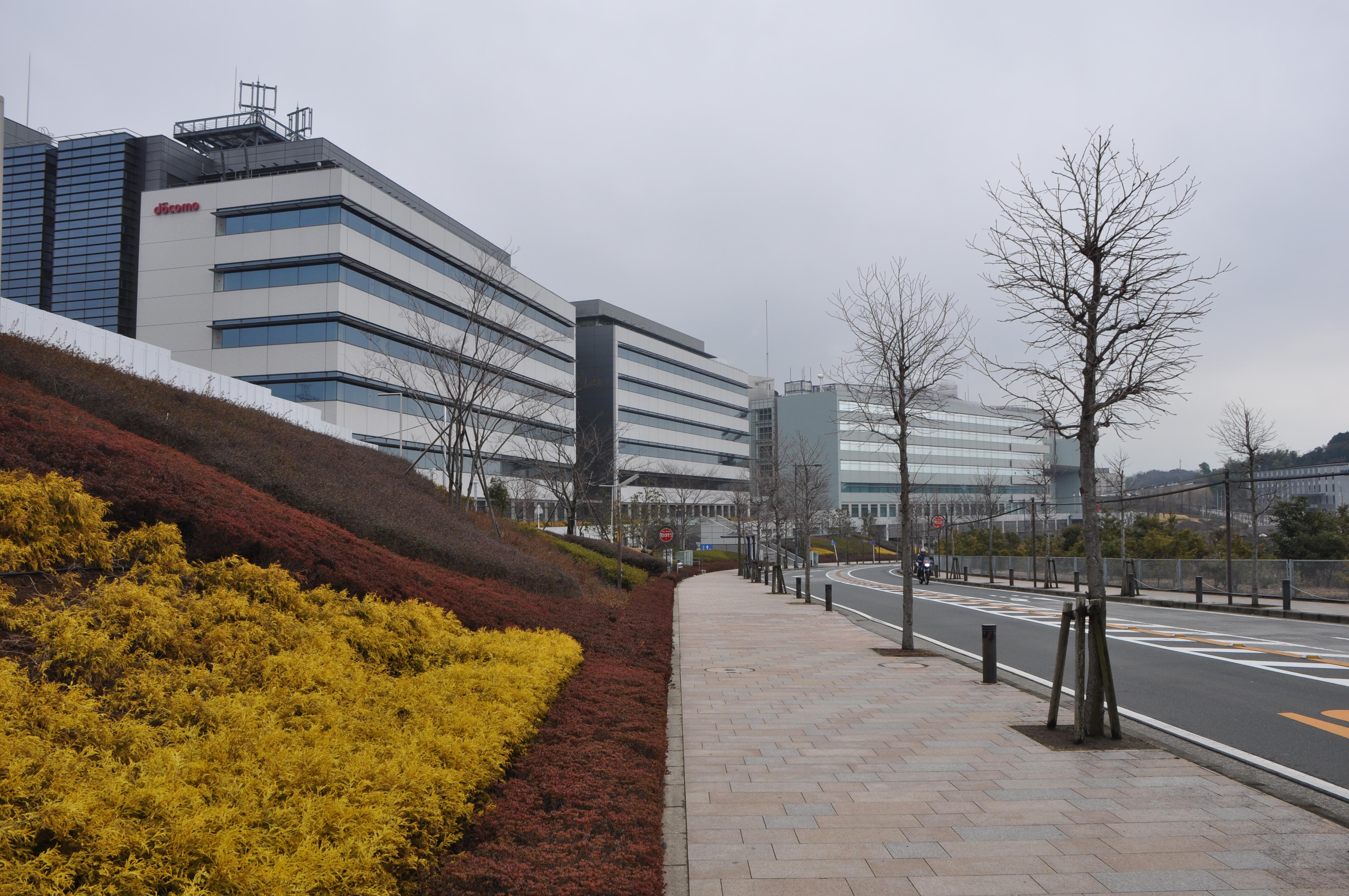
各社のビルがYRP主要道路の北側に配置されている

横須賀リサーチパーク（よこすかリサーチパーク、英語: Yokosuka Research Park, YRP）は、日本の神奈川県横須賀市光の丘にあるハイテクパークである。
元々この地には電電公社の研究所（現・NTT横須賀研究開発センタ）があり、それに隣接する形で横須賀リサーチパークが整備された。「光の丘」という地名は、電波情報通信からイメージして新たにつけられたものである。

## 沿革
- 1987年6月  横須賀リサーチパーク構想推進連絡会設立
- 1994年3月  基盤整備事業に着手
- 1997年10月 YRPセンター1番館・2番館、生活支援棟オープン
- 2023年9月1日 株式会社横須賀テレコムリサーチパークが株式会社横須賀リサーチパークに社名変更

## 主な進出企業・機関
- NTT
- NTTドコモ
- NEC
- デンソー
- KDDI総合研究所
- 富士通
- 富士通研究所
- アルファシステムズ
- 矢崎総業
- ニフコ
- 国立研究開発法人情報通信研究機構
- 早稲田大学国際情報通信研究科
- コミュニケーションビジネスアヴェニュー

## 主な施設
- YRPセンター1番館・2番館・3番館
- YRPベンチャー棟
- YRP5番館
- NTT 横須賀研究開発センタ
- NTTドコモ R&Dセンタ
- 矢崎総業 技術研究所
- ニフコ 技術開発センター
- NEC YRP技術センター
- ローズテリア1・ローズテリア2 （カフェテリア）
- 単身者寮
- 京急EXイン 横須賀リサーチパーク（旧：ホテルYRP）

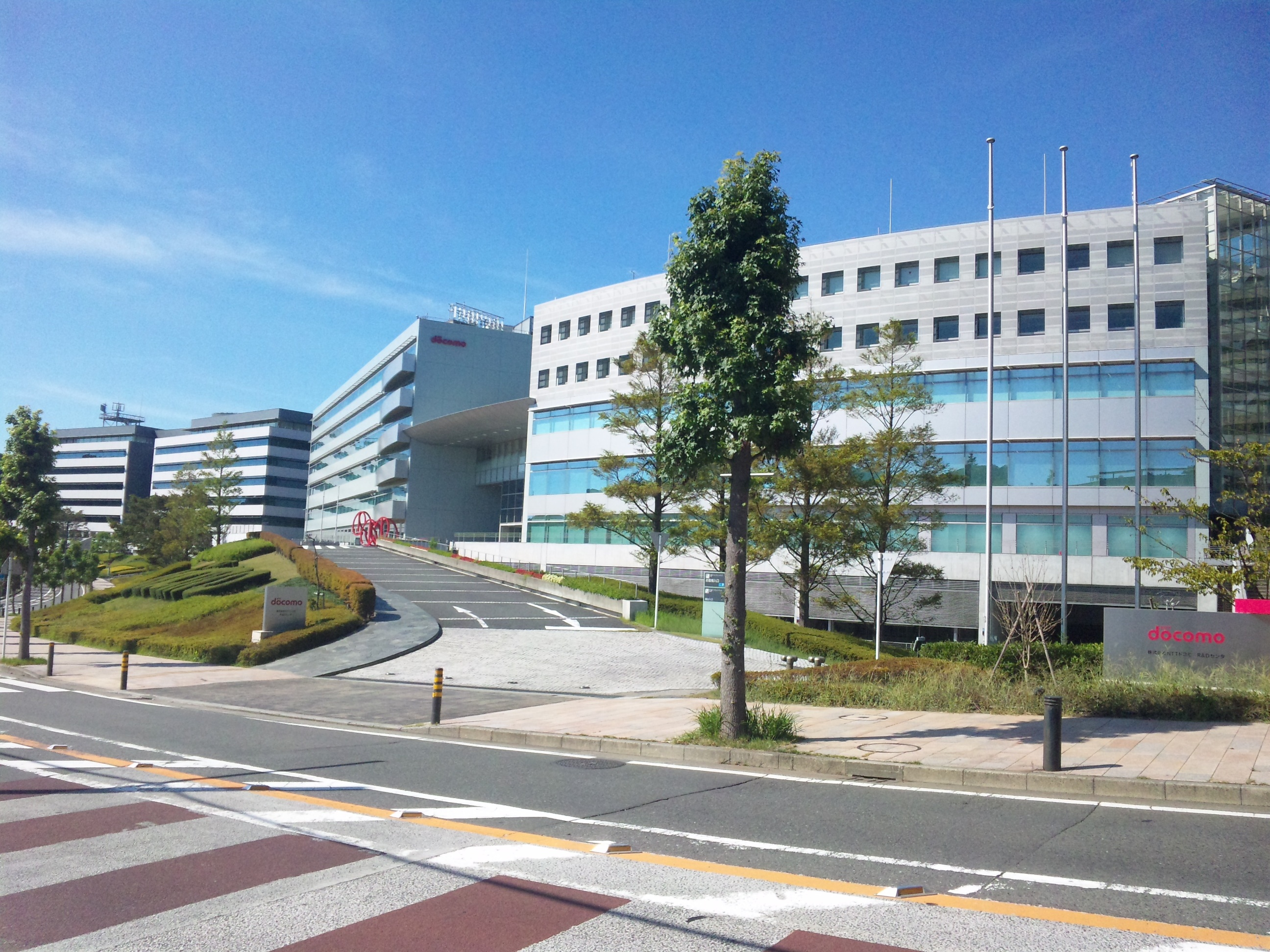
NTTドコモ R&Dセンタ
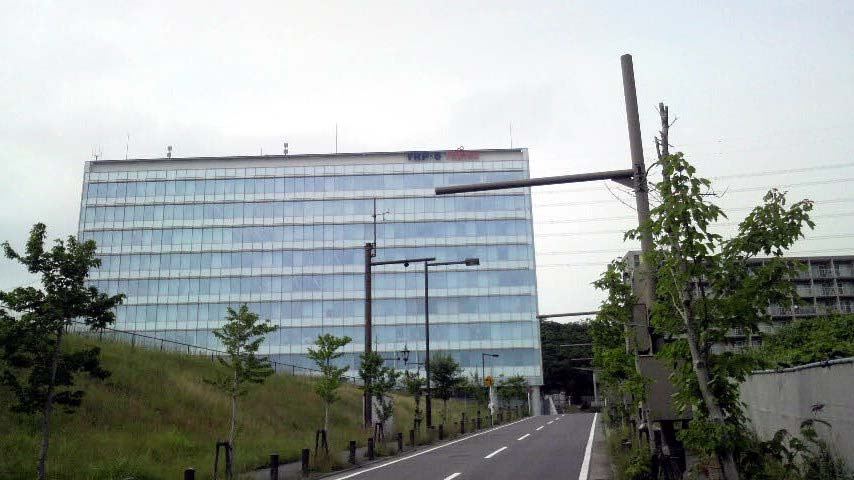
富士通研究センター
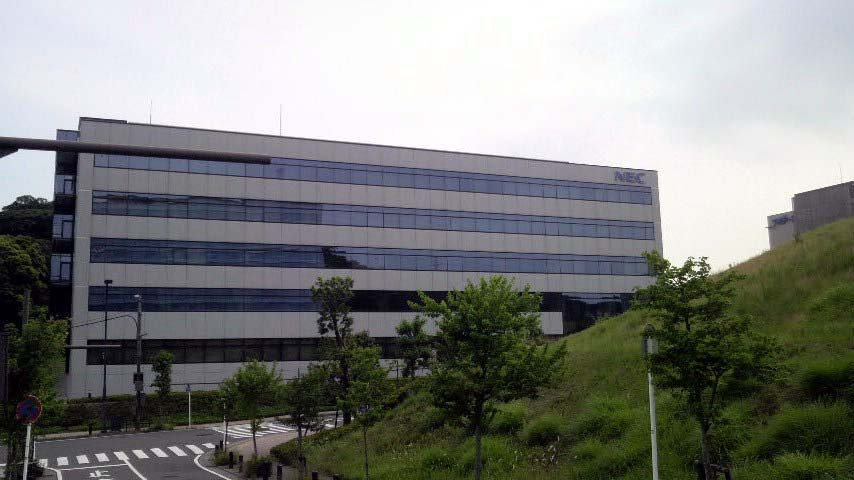
NEC YRP技術センター
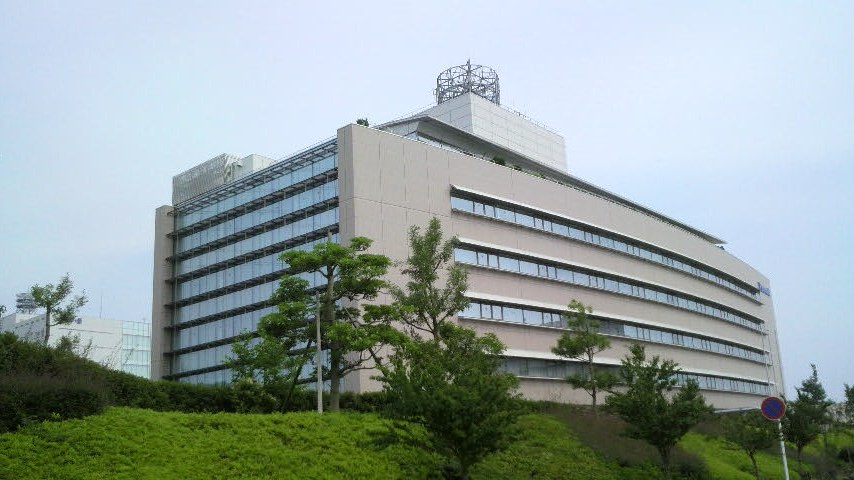
パナソニック モバイルコミュニケーションズ研究センター(2018年現在当該センターは閉鎖、建造物は現存のままでニフコの本社、横浜営業部、ホームソリューションカンパニーが新たに所在)
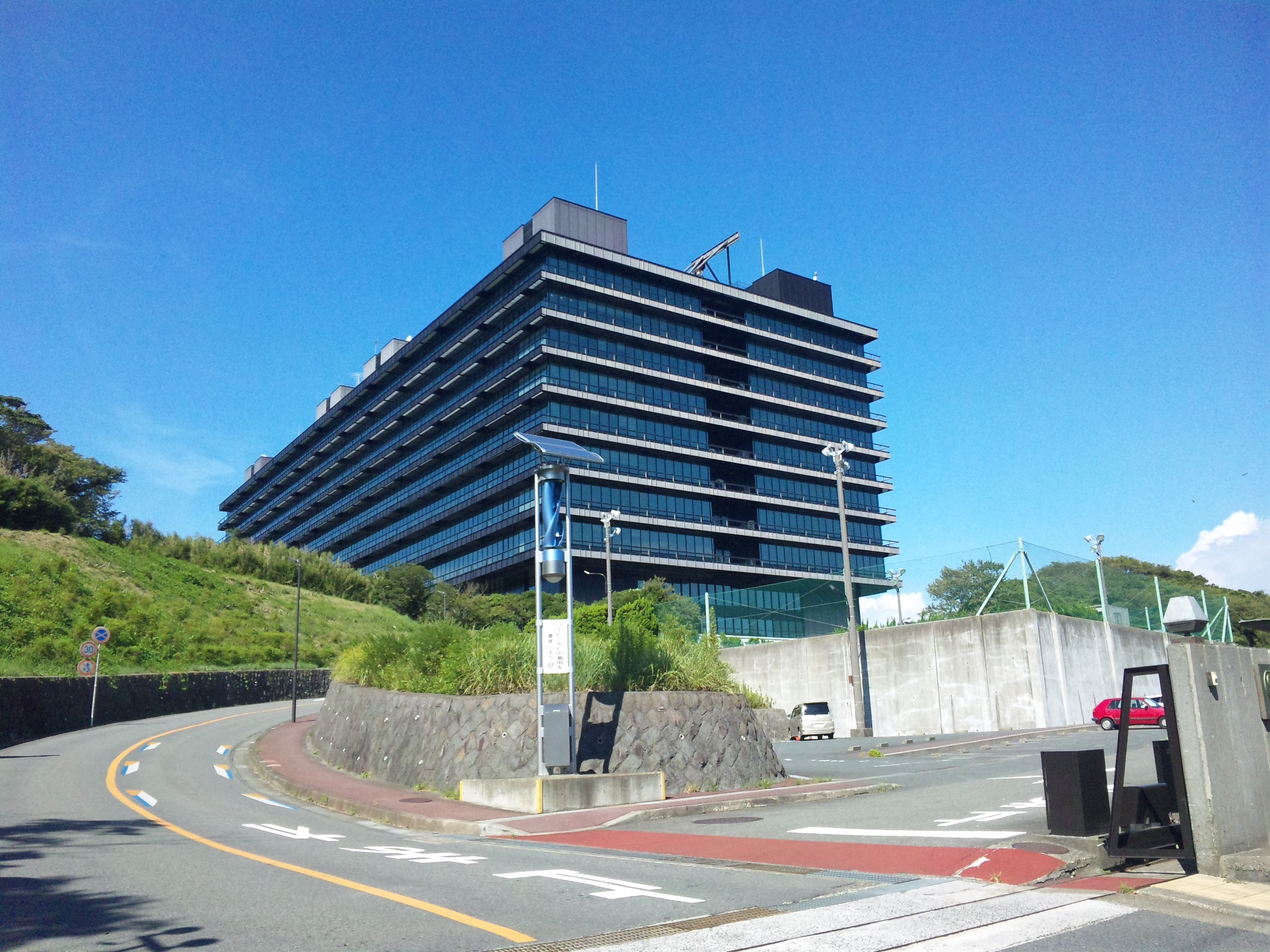
NTT横須賀研究開発センタ

### 無線歴史展示室
YRPセンター1番館に常設されている、無線通信の歴史に関する展示室である。NTTや無線通信関連の企業の協力を得て、歴史的価値の高い機器が展示されている。説明ガイドが同行し、無線通信分野になじみのない方も見学しやすくなっている。下記のテーマの展示ゾーンがある。
- 無線通信の誕生
- ラジオ放送の始まり
- 真空管の発達の歴史
- 無線通信機の発達の歴史／半導体の誕生と発達
- 携帯電話の誕生と発達

## 交通

### 鉄道
最寄り駅は当地の名前が付いているYRP野比駅（京急久里浜線）である。元々は「野比駅」であったが、当施設が開設されたことに伴い改称された。

### バス
- 京急線横須賀中央駅、YRP野比駅、JR横須賀線横須賀駅より京浜急行バス（京浜急行バス久里浜営業所、京浜急行バス衣笠営業所を参照。大半の便はYRP野比駅発着。）

### 自動車
- 横浜方面から  横浜横須賀道路佐原インター出口右折後、リサーチパーク入口交差点右折。
- 津久井浜方面から  国道134号直進、野比駅入口交差点左折後、リサーチパーク入口交差点左折。